# Wyspy Cooka
Wyspy Cooka (ang. Cook Islands; maoryski Wysp Cooka Kūki ʻĀirani) – samorządne terytorium stowarzyszone Nowej Zelandii na południowym Oceanie Spokojnym w Polinezji obejmujące wyspy o tej samej nazwie.

## Geografia
W skład Wysp Cooka wchodzi 15 atoli i wysp pogrupowanych w dwa łańcuchy:
- Południowe Wyspy Cooka
  - Aitutaki
  - Atiu
  - Mangaia
  - Manuae
  - Mauke
  - Mitiaro
  - Palmerston
  - Rarotonga (największa i jedyna wyspa wulkaniczna)
  - Takutea
- Północne Wyspy Cooka
  - Manihiki
  - Nassau
  - Penrhyn
  - Pukapuka
  - Rakahanga
  - Wyspy Suworowa

Powierzchnia Wysp Cooka wynosi 236,7 km², natomiast obszar wyłącznej strefy ekonomicznej wysp wynosi 1 800 000 km². Wyspy zamieszkuje 17 434 osób (2016). Stolicą i największym miastem jest Avarua na wyspie Rarotonga.

## Ludność
Mieszkańcy wysp są głównie Polinezyjczykami, których określa się mianem Polinezyjczyków Wysp Cooka. Ich liczba wynosi około 16,5 tysiąca. Należą do kilku grup etnicznych, tworzących społeczności poszczególnych wysp lub zespołów wysp. Posługują się pięcioma różnymi językami z rodziny polinezyjskiej oraz językiem angielskim. W ostatnich latach obserwuje się zlewanie poszczególnych grup w jedną wspólnotę etniczną. Tradycyjna kultura Polinezyjczyków zamieszkujących wyspy Rarotonga, Atiu, Mauke i Mitiaro, Manihiki, Rakahanga, Mangaia i Tongareva wykazuje bliskie związki ze wschodnią Polinezją, a tylko społeczeństwo atolu Pukapuka wykazuje podobieństwo do kultur zachodniopolinezyjskich.
Do ich tradycyjnych zajęć należą uprawa palm kokosowych, cytrusów oraz rybołówstwo i połów pereł. Rocznie wyspy odwiedza także ok. 30 tys. turystów zagranicznych, co stanowi dodatkowe źródło utrzymania mieszkańców.
Około 22 tysiące mieszkańców wysp wyemigrowało do Nowej Zelandii.

## Religia
Dane na 2011: 
- Protestantyzm: 62,8%:
  - Chrześcijański Kościół Wysp Cooka (Kalwinizm): 49,1%
  - Kościół Adwentystów Dnia Siódmego: 7,9%
  - Zbory Boże: 3,7%
  - Kościół Apostolski: 2,1%
- Katolicyzm: 17%
- Mormoni: 4,4%
- inne religie: 8% 
  - Świadkowie Jehowy: 2,3%

- brak religii: 5,6%
- nieokreśleni: 2,2%.

## Ustrój polityczny
Wyspy Cooka są samorządną monarchią parlamentarną pozostającą w wolnym stowarzyszeniu z Nową Zelandią. Głową kraju jest król Karol III, w którego imieniu funkcję sprawuje Przedstawiciel Króla Tom Marsters. Władzą ustawodawczą jest 24-osobowy parlament wybierany w wyborach powszechnych na 5-letnią kadencję. 
Na mocy konstytucji z 1965 roku Wyspy Cooka są państwem pozostającym w wolnym stowarzyszeniu z Nową Zelandią (każda ze stron może umowę o wolnym stowarzyszeniu wypowiedzieć w dowolnym czasie). Rząd Wysp sprawuje pełną władzę nad sprawami wewnętrznymi oraz częściowo nad zewnętrznymi. Nowa Zelandia odpowiada za obronność Wysp Cooka oraz częściowo za politykę zagraniczną (jednak musi konsultować swoje posunięcia z rządem Wysp Cooka). Wyspy Cooka mają prawo do nawiązywania stosunków dyplomatycznych z innymi państwami oraz organizacjami międzynarodowymi (są członkiem m.in. WHO, UNESCO oraz ILO, natomiast nie należą do ONZ, nawiązały stosunki dyplomatyczne z ponad 50 państwami). Ze względu na swój specyficzny status, Wyspy Cooka przez część państw uznane są za niepodległe państwo. ONZ uznała zdolność do zawierania traktatów przez Wyspy Cooka w rozumieniu prawa międzynarodowego. 
Państwa, z którymi Wyspy Cooka nawiązały stosunki dyplomatyczne:  
- 1991:  Norwegia
- 1992:  Malezja
- 1993:  Nowa Zelandia
- 1994:  Australia,  Fidżi,  Nauru
- 1995:  Papua-Nowa Gwinea, Portugalia
- 1996:  Bośnia i Hercegowina,  Iran,  Południowa Afryka
- 1997:  ChRL
- 1998:  Fidżi,  Hiszpania,  Indie
- 1999:  Watykan
- 2000:  Francja
- 2001:  Niemcy,  Unia Europejska
- 2002:  Kuba,  Timor Wschodni,  Włochy
- 2003:  Jamajka
- 2005:  Belgia,  Tajlandia
- 2008:  Czechy,  Irlandia,  Izrael,  Turcja
- 2011:  Filipiny,  Holandia,  Japonia,  Szwajcaria
- 2012:  Singapur
- 2013:  Kiribati,  Korea Południowa,  Niue,  Palau,  Samoa,  Tuvalu,  Vanuatu,  Wyspy Marshalla,  Wyspy Salomona
- 2014:  Mikronezja,  Tonga
- 2015:  Brazylia,  Kosowo
- 2016:  Chile
- 2017:  Antigua i Barbuda,  Islandia,  Malta,  Peru
- 2018:  Estonia,  Grecja,  Zjednoczone Emiraty Arabskie
- 2019:  Indonezja
- 2021:  Kuwejt[7]
- 2025:  Polska[8]

Administracyjnie wyspy podzielone są na 15 atoli (zobacz: Podział administracyjny Wysp Cooka).

## Historia
Wyspy zostały odkryte w 1595 przez hiszpańskiego kapitana Álvaro de Mendaña y Neyra. Ponownego odkrycia wysp dokonał w 1773 James Cook i nazwał je Hervey Islands. W 1824 po raz pierwszy użyta została nazwa „Wyspy Cooka” na mapie opracowanej przez Johanna von Krusensterna. 
W 1858 doszło do zjednoczenia wysepek i powstania na wyspach niezależnego państwa (Królestwo Rarotonga). Od 1888 wyspy stanowiły protektorat brytyjski, zwany od 1893 Cook Islands Federation. W 1901 wyspy zostały przekazane Nowej Zelandii, a w 1903 zostało wyłączone z nich Niue jako osobna posiadłość. Od roku 1965 wyspy są terytorium autonomicznym – państwem samorządowym swobodnie stowarzyszonym z Nową Zelandią.
Od początku XX wieku do czterech z Północnych Wysp Cooka (Manihiki, Penrhyn, Pukapuka i Rakahanga) roszczenia zgłaszały Stany Zjednoczone. W 1980 roku został podpisany traktat pomiędzy Nową Zelandią a Stanami Zjednoczonymi, na mocy którego Stany Zjednoczone uznały zwierzchność Nowej Zelandii nad spornymi wyspami.

## Emisja gazów cieplarnianych
Emisja równoważnika dwutlenku węgla z Wysp Cooka wyniosła w 1990 roku 0,052 Mt, z czego 0,043 Mt stanowiła emisja dwutlenku węgla. W przeliczeniu na mieszkańca emisja wyniosła wówczas 2,334 t dwutlenku węgla. Od tego czasu emisje wahają się, przy czym dość duży, ale przejściowy wzrost nastąpił w 2012. Głównym źródłem emisji przez cały czas były energetyka i transport. W 2018 emisja dwutlenku węgla pochodzenia kopalnego wyniosła 0,042 Mt, a w przeliczeniu na mieszkańca 2,412 t.